# Xã Swan Lake, Quận Pocahontas, Iowa
Xã Swan Lake (tiếng Anh: Swan Lake Township) là một xã thuộc quận Pocahontas, tiểu bang Iowa, Hoa Kỳ. Năm 2010, dân số của xã này là 1.448 người.